# Гомес, Альберто Мартин
Альбе́рто Марти́н Го́мес (исп. Alberto Martín Gómez; 26 января 1983, Мендоса) — аргентинский футболист, фланговый атакующий полузащитник и нападающий.

## Биография
Альберто Мартин Гомес на юношеском уровне выступал за команду «Уракан Лас-Эрас», но в 18-летнем возрасте переехал в Морелию, где стал выступать сначала за дублирующий состав «Монаркас Морелии», а затем и в основном составе. За два сезона в мексиканском первенстве Гомес провёл два десятка матчей, в которых не сумел отметиться забитыми голами. Смерть брата вынудила Альберто Мартина вернуться на родину и в 2003—2004 годах он выступал лишь на любительском уровне в чемпионате провинции Мендоса.
В 2004 году Гомес вернулся в профессиональный футбол вместе с мендосской командой «Индепендьенте Ривадавия», а в 2007 году им удалось пробиться в Примеру B Насьональ, второй по уровню дивизион в аргентинском футболе. Гомес выступал на этом уровне до 2009 года, когда ему поступило предложение перейти в великий «Индепендьенте» из Авельянеды. Приход в эту команду остался малозаметным в истории клуба: уже в феврале 2010 года Гомес получил разрыв крестообразных связок и лишь в октябре смог сыграть в первом матче за «Красных». Однако Пеладо успел сыграть, в частности, в ответном финальном матче Южноамериканского кубка против «Гояса», выйдя на замену Николасу Мартинесу на 65-й минуте, и внёс свой вклад в победу клуба на международной арене.
Вторую половину сезона 2010/11, то есть Клаусуру 2011, Гомес провёл в «Тигре», причём один матч Клаусуры он всё же успел сыграть за «Индепендьенте» против своего будущего клуба. За «Тигре» он сыграл в 11 матчах и не сумел отметиться забитыми голами. С середины 2011 года Мартин Гомес вновь выступает за «Индепендьенте Ривадавия».

## Титулы
- Обладатель Южноамериканского кубка (1): 2010